# Judy Kutulas
Judy Kutulas (1953) es una historiadora estadounidense, profesora de St. Olaf College.
Es autora de obras como The Long War: The Intellectual People's Front and Anti-Stalinism, 1930-1940 (Duke University Press, 1995), donde estudia el crecimiento del liberalismo anticomunista en los Estados Unidos a lo largo de la década de la Gran Depresión, y The American Civil Liberties Union and the Making of Modern Liberalism, 1930–1960 (University of North Carolina Press, 2006), un análisis de la evolución histórica de la Unión Estadounidense por las Libertades Civiles (ACLU) a lo largo de la Gran Depresión, la Segunda Guerra Mundial y el macarthismo, entre otras.